# Zdzisław Szostak
Zdzisław Szostak (ur. 13 stycznia 1930 w Sosnowcu, zm. 7 września 2019 w Łodzi) – polski kompozytor i dyrygent.

## Życiorys
W 1954 ukończył Państwową Wyższą Szkołę Muzyczną w Katowicach, gdzie studiował kompozycję u Bolesława Szabelskiego i dyrygenturę u Artura Malawskiego. W latach 1967–1971 kierownik artystyczny Filharmonii Poznańskiej, od 1971 do 1987 zastępca dyrektora do spraw artystycznych i dyrygent w Filharmonii Łódzkiej, a w latach 1972–2000 pedagog Państwowej Wyższej Szkoły Muzycznej (późniejszej Akademii Muzycznej) w Łodzi, prowadzący do 1995 orkiestrę symfoniczną tej uczelni.
Pod jego batutą wykonano nagrania do 200 filmów, były to kompozycje m.in. Wojciecha Kilara i Zbigniewa Preisnera. Sam jest twórcą muzyki do 40 produkcji, w tym 20 filmów fabularnych.
Zmarł 7 września 2019 roku w Łodzi. 13 września został pochowany w katolickiej części Starego Cmentarza w Łodzi.

## Odznaczenia i nagrody
- medal za osiągnięcia artystyczne w „Łódzkiej Wiośnie Artystycznej” (1973)
- Złoty Krzyż Zasługi (1975)
- nagroda II stopnia Ministra Kultury i Sztuki (1976)
- Krzyż Oficerski Orderu Odrodzenia Polski (1979)
- Krzyż Kawalerski Orderu Odrodzenia Polski (1984)
- Nagroda Muzyczna Miasta Łodzi za całokształt działalności artystycznej i pedagogicznej (1987)
- Złoty Medal „Zasłużony Kulturze Gloria Artis” (2006)
- LIX Nagroda Artystyczna im. Włodzimierza Pietrzaka za kompozycję „Missa Latina” przyznana przez Katolickie Stowarzyszenie „Civitas Christiana” (Warszawa, 2006)
- nagroda Miasta Łodzi (2010) za wybitne osiągnięcia artystyczne
- nagroda Marszałka Województwa Łódzkiego (2010)
- nagroda Radnych Miasta Łodzi „za wybitne osiągnięcia artystyczne” (2010)
- filmowa nagroda kina Charlie „Złote Glany” (2011)
- Gwiazda odsłonięta w dniu swoich 88. urodzin w Alei Gwiazd Łódzkiej Drogi Sławy (13.01.2018)

## Ważniejsze kompozycje
- Wariacje na fortepian (1950)
- Kwartet smyczkowy (1951)
- Kwintet na instrumenty dęte (1952)
- Zachód, pieśń na głos z fortepianem (1953)
- Uwertura koncertowa na orkiestrę (1954)
- Ważka, opera kameralna (1958)
- Mała uwertura na orkiestrę (1960)
- Natus nobis est Salvator na sopran, chór mieszany i orkiestrę symfoniczną (1994)
- Concertino darmstadzkie na skrzypce, fortepian i orkiestrę (1998)
- Musica per corno e orchestra sinfonica (2000)
- Concertino na marimbę i orkiestrę symfoniczną (2002)
- Missa Latina na solistów, chór i wielką orkiestrę symfoniczną (2003)
- Arabeska na obój i fortepian (2006)
- Rondino na klarnet i fortepian (2006)
- Scherzo-Toccatina na fagot i fortepian (2006)
- Musica per tromba e pianoforte (2008)
- Rondo-allegro e rustico na róg i fortepian (2008)
- Moment musical na puzon i fortepian (2008)
- Muzyka w spokojnych, tanecznych rytmach na saksofon i fortepian (2009)
- Scherzo e tarantella na flet i fortepian (2009)
- Recitativo e berceuse na skrzypce i fortepian (2010)
- Introduzione e quasi valse na wiolonczelę i fortepian (2010)
- Andantino e sartarella per tromba e pianoforte (2011)
- Adagio e rondino per trombone et pianoforte (2011)
- Concertino per tromba e pianoforte in memoriam Michał Spisak (2012)  - Allegro moderato  - Andantino  - Allegro
- Improvisation and rondino in tempo polka na akordeon solo (2014)
- Simfonietta na orkiestrę symfoniczną (2015)
- Ad libitum et quasi polonaise na kontrabas i fortepian (2015)

## Muzyka filmowa i telewizyjna
- Jaś i Małgosia w reż. Jerzego Hoffmana i Edwarda Skórzewskiego (1956)
- Warszawa Główna w reż. Jana Łomnickiego (1958)
- Miasto na wyspach w reż. Jerzego Dmowskiego i Bohdana Kosińskiego (1958)
- Duży ruchliwy dom w reż. Włodzimierza Pomianowskiego (1958)
- Xawery Dunikowski w reż. Konstantego Gordona (1963)
- Polska rzeźba współczesna w reż. Konstantego Gordona (1963)
- Cyrk w reż. Konstantego Gordona (1963)
- Bronisław Wojciech Linke w reż. Konstantego Gordona (1963)
- Uzbrojona wolność w reż. Konstantego Gordona (1972)
- Pokusa w reż. Leokadii Migielskiej (1974)
- Aria dla atlety w reż. Filipa Bajona (1979)
- Królowa Bona w reż. Janusza Majewskiego (1980)
- Wizja lokalna 1901 w reż. Filipa Bajona (1980)
- Rycerz w reż. Lecha Majewskiego (1980)
- Limuzyna Daimler-Benz w reż. Filipa Bajona (1981)
- Wahadełko w reż. Filipa Bajona (1981)
- Epitafium dla Barbary Radziwiłłówny w reż. Janusza Majewskiego (1982)
- Pensja Pani Latter w reż. Stanisława Różewicza (1982)
- Kolor w reż. Jadwigi Kędzierzawskiej (1982)
- Leśne skrzaty i kaczorek Feluś w reż. Wadima Berestowskiego (1982-1985)
- Thais w reż. Ryszarda Bera (1983)
- Żadne Czary, żadne mary w reż. Wadima Berestowskiego (1983)
- Przeznaczenie w reż. Jacka Koprowicza (1983)
- Engagement w reż. Filipa Bajona (1984)
- O tym jak zabroniono grać na trąbkach w reż. Andrzeja Gajewskiego (1987)
- Dondula w reż. Pawła Trzaski (1987)
- Kornblumenblau w reż. Leszka Wosiewicza (1988)
- Niezwykła podróż Baltazara Kobera w reż. Wojciecha Hasa (1988)
- Koniec świata w reż. Doroty Kędzierzawskiej (1988)
- I skrzypce przestały grać w reż. Alexandra Ramati (1988)
- Mefisto walc w reż. Marka Wortmana (1989)
- Kanclerz w reż. Ryszarda Bera (1989)
- Księga wielkich życzeń w reż. Sławomira Kryńskiego (1997)
- The stringer w reż. Pawła Pawlikowskiego (1998)
- Listy miłosne w reż. Sławomira Kryńskiego (2001)